# چرخه‌های میلانکوویچ

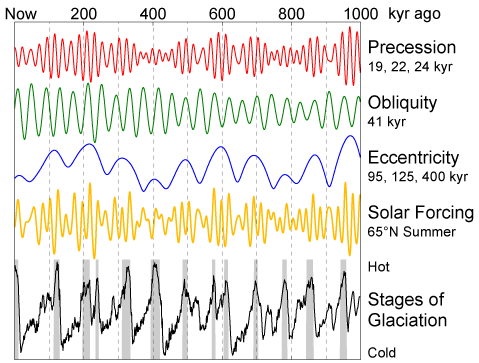
نظریه چرخه‌های میلانکویچ در یک نگاه: از بالا به پایین پدیده‌های دوره‌ای حرکت تقدیمی (قرمز)، زاویهٔ محور گردش زمین (سبز)، خروج از مرکز مداری (آبی)، تغییرات انرژی خورشیدی در تابستان °۶۵ مدار شمالی (زرد) و نهایتاً اعصار یخ و گرمای زمین (مشکی- بالا عصر گرما و پایین عصر یخ)؛ مقیاس واحدهای محور افقی یکهزار سال است و از سمت راست به چپ کلاً از یک میلیون سال تا به حال را نشان می‌دهد.

چرخه‌های میلانکوویچ (به انگلیسی: Milankovitch cycles) به آن دسته از حرکات زمین می‌گویند که بر روی اقلیم تأثیر می‌گذارند. نام این چرخه‌ها از نام مهندس عمران و ریاضی‌دان صرب به نام میلوتین میلانکویچ گرفته شده‌است.
پریود یا دوره گردش حرکت تقدیمی محور زمین حدود ۲۶۰۰۰ سال است. هم‌زمان با این پدیده مدار گردش زمین به دور خورشید که به‌شکل بیضی (با خروج از مرکز حدود ۰٫۰۱۶۷۱) است با سرعت آهسته‌ای می‌چرخد. این چرخش سهم خود به گردش فصل‌ها با دوره ۲۱٬۰۰۰ سال می‌انجامد. به‌علاوه زاویه بین محور زمین و راستای عمود بر صفحه مداری حرکت زمین، که اکنون °۲۳٫۴۴ و در حال کاهش است، با تناوبی ۴۱۰۰۰ ساله بین °۲۲٫۱ تا °۲۴٫۵ تغییر می‌کند. آخرین پدیده از این گروه، تغییر خروج از مرکز بیضی مدار زمین با دوره گردش متغیر بین ۱۰۰ هزار سال تا ۴۰۰ هزار سال است.
برآیند کل این تغییرات چرخه‌ای، باعث افت و خیزهای دوره‌ای در میزان ثابت خورشیدی و در نتیجه مقدار و میزان دریافت انرژی خورشیدی بر سطح سیاره زمین می‌شود. این تغییرات در دریافت انرژی خورشیدی به نوبه خود بر میانگین درجه حرارت سطح سیاره زمین تأثیر گذاشته و سبب تغییر اقلیم در نواحی گوناگون سیاره زمین در دراز مدت می‌شود.

## حرکت تقدیمی محور زمین[۱]
محور دوران زمین بر صفحهٔ مداری زمین عمود نیست و با راستای عمود بر آن زاویه ای متغیر با مقدار میانگین °۲۳٫۸ می‌سازد. حرکت این محور که بی شباهت به حرکت فرفره در حال افتادن نیست اصطلاحاً حرکت تقدیمی محور دوران زمین نامیده شده‌است. در مدت زمانی برابر با یکسال خورشیدی، این حرکت چندان محسوس نیست؛ زیرا حدود ۲۶۰۰۰ سال طول می‌کشد تا محور دوران زمین، پس از طی یک دور کامل (حرکتی مخروطی شکل) دوباره به همان حالت اول برگردد.
این پدیده حاصل برآیند نیروی وارد شده از دیگر اجرام آسمانی به ویژه خورشید است. این پدیده موجب می‌شود که فصلها در سال‌های مختلف به تدریج در نقاط متفاوتی از مدار کره زمین به دور خورشید رخ دهند.
به‌عنوان مثال در سال ۲۰۱۵ میلادی نقاط اوج و حضیض مداری به ترتیب در ۶ ژوئیه (۱۵ تیر) و ۴ ژانویه (۱۴ دی) رخ می‌دهند؛ یعنی در تاریخ ۱۴ دی، فاصله بین کره زمین تا خورشید به حداقل مقدار خود می‌رسد و این در حالیست که در اوایل فصل زمستان نیمکره شمالی هستیم.
نکته اصلی این است که ۱۳۰۰۰ سال بعد، این وضع برعکس می‌شود؛ یعنی در ۱۴ دی (اوایل زمستان نیمکره شمالی) فاصله کره زمین تا خورشید به حداکثر خود می‌رسد. در نتیجه زمستان سخت تری در نیمکره شمالی تجربه خواهد شد. بدیهی است در آن سال تابستان نیمکره شمالی نیز تابستان گرمتری خواهد بود.

## تغییر زاویهٔ محوری
زاویهٔ محور چرخش زمین که نسبت به راستای عمود بر صفحه مداری اندازه‌گیری می‌شود ثابت نیست و با دورهٔ گردش ۴۱۰۰۰ سال با دامنهٔ °۲٫۴ بین °۲۲٫۱ تا °۲۴٫۵ در حال تغییر است.

نمایش تغییر زاویهٔ محور گردش زمین به دور خود

افزایش این زاویه موجب بارزتر شدن خصیصهٔ هر فصل و کاهش این زاویه سبب ملایم تر شدن همان ویژگی می‌شود؛ یعنی افزایش زاویه موجب سردتر شدن زمستانها و گرمتر شدن تابستانها می‌شود. علت این پدیده آنست که با افزایش زاویهٔ گردش محور زمین، دامنه چرخشی در هر فصل سال بزرگتر شده و در آن زمین مثلاً در تابستان در طول چرخش خود مدت طولانی تری در معرض آفتاب روزانه قرار گرفته و بنابراین انرژی روزانهٔ بیشتری از خورشید دریافت می‌کند. البته این تغییرات با دامنهٔ یکسان و در دو جهت متفاوت در تابستان و زمستان برای تمامی نقاط در عرضهای جغرافیایی به‌طور یکسان عمل نمی‌کنند. نقاطی از زمین که دارای عرض جغرافیایی بیشتری هستند با افزایش زاویه به نسبت متوسط انرژی خورشیدی بیشتری دریافت می‌کنند و بر عکس نقاط با عرض جغرافیایی کمتر هم به نسبت متوسط انرژی خورشیدی کمتری دریافت می‌کنند.
از آنجا که اکثراً سطح مناطق با عرض جغرافیایی بالاتر به قطبها نزدیک است و با یخ و برف پوشیده شده‌است؛ تابستانهای خنکتر در این نواحی به معنای بیشتر باقی ماندن برف و یخ سال‌های گذشته‌است، می‌توان بحث کرد که کاهش این زاویه به دو علت ایجاد عصر یخبندان را روی زمین ترجیح می‌دهد: کاهش دریافت انرژی خورشیدی کلی تابستانی و به‌علاوه کاهش دریافت میانگین انرژی خورشیدی روزانه در عرضهای بالای جغرافیایی.
این زاویه در حال حاضر برابر است با °۲۳٫۴۴ یعنی تقریباً در میانه تغییرات خود قرار دارد. این زاویه در حال کاهش است و مقدار کمینهٔ خود را در حدود سال ۱۱۸۰۰ میلادی تجربه خواهد کرد. مقدار بیشینهٔ قبلی آن در سال ۸۷۰۰ قبل از میلاد رخ داده‌است. همچنان‌که گفته شد این روند تا سال ۱۱۸۰۰ میلادی ادامه خواهد داشت؛ لذا زمستانهای گرم تر و تابستانهای خنک تر (فصول معتدل تر) از نتایج این پدیده خواهد بود؛ و همچنین روی هم رفته باعث روند خنک شدن زمین خواهد شد.
دانشمندان برای مطالعه آثار و عواقب زوایای افراطی تر، از مدل‌های کامپیوتری استفاده کرده و نتیجه گرفته‌اند که زوایای افراطی تر منجر به تشدید فصول (وضعیت‌های افراطی در آب و هوا) خواهد شد. این پدیده می‌تواند به‌طور ویژه‌ای انواع پیشرفته حیات را که در حال حاضر بر روی کره زمین وجود دارند تهدید کند. دانشمندان خاطرنشان می‌سازند که زوایای افراطی، احتمالاً محیط زیست سیاره زمین را به‌طور کامل عقیم نخواهد ساخت؛ اما سیاره زمین را برای زندگی و رشد موجودات ضعیف خونگرم ساکن خشکی‌ها، دشوارتر از امروز خواهد ساخت.

## تغییر شکل مدار زمین
|                                |  |                               |
| مدار دایره با خروج از مرکز صفر |  | مدار بیضی با خروج از مرکز ۰٫۵ |

همانگونه که می‌دانیم شکل مدار زمین یک بیضی است که کشیدگی چندانی ندارد و در حقیقت به دایره نزدیک است. کمیتی که کشیدگی یک بیضی یا مدور بودن آن را توصیف می‌کند خروج از مرکز نام دارد مقدار این کمیت برای دایره معادل صفر است و با کشیدگی بیضی به عدد ۱ نزدیک می‌شود. مقدار فعلی خروج از مرکز مدار زمین ۰٫۰۱۶۷ است و با میانگین هندسی ۰٫۰۰۱۹ بین ۰٫۰۰۰۰۵۵ تا ۰٫۰۶۷۹ بین مداری نزدیک به دایره تا کمی بیضی شکل نوسان می‌کند. عمدهٔ تغییرات این کمیت دارای تناوب ۴۱۳۰۰۰ ساله است (با دامنهٔ ۰٫۰۱۲±) بقیهٔ تغییرات آن تناوبی متغیر بین ۹۵۰۰۰ تا ۱۲۰۰۰۰ سال (با ضربان ۴۰۰۰۰۰ سال) دارد که جداگانه به چرخه‌های ۱۰۰۰۰۰ ساله (تغییر از ۰٫۰۰۳− تا ۰٫۰۰۲) ملحق می‌شوند. علت کلی این پدیده اثرات گرانشی دیگر سیارات به ویژه مشتری و بعد کیوان بر شکل مدار زمین است، بطوری‌که اگر زمین تنها سیاره در حال گردش بدور خورشید بود این کمیت با گذشت حتی بیش از یک میلیون سال تغییر چندانی نمی‌کرد.
با تغییر خروج از مرکز مداری نیم محور بزرگ مداری پایدار می‌ماند و دچار تغییر نمی‌شود، از دیدگاه نظریه آشفتگی مداری که در مکانیک سماوی برای محاسبه تغییرساختار مداری بکار می‌رود نیم‌محور بزرگ یک کمیت ثابت بی دررو است. مطابق قانون سوم کپلر دورهٔ گردش یک سیاره با طول نیم محور بزرگ مشخص می‌شود. در نتیجه با تغییرات مداری تناوب گردش مداری زمین، طول سال نجومی بدون تغییر باقی می‌ماند.

## تقدیم اوج و حضیض مداری

نمایش تقدیم اوج و حضیض مداری

یکی دیگر از آثار گرانشی سیارات مشتری و کیوان علاوه بر تغییرات خروج از مرکز مداری که در بحث قبلی به آن پرداخته شد چرخش خود بیضی مدار زمین است که با عنوان حرکت تقدیمی اوج و حضیض مداری شناخته می‌شود. سهم اندکی هم در مشارکت خورشید در نتیجه پهن شدگی قطبها برای این پدیده وجود دارد که با اثرات نسبیتی برای سیاره تیر به خوبی شناخته شده‌است. مجموع کل حرکات تقدیمی در همان جهت تقدیم محوری باعث کوتاهتر شدن تناوب اعتدالین از ۲۵٬۷۷۱٬۵ به ۲۱٬۶۳۶ سال نظر به حضیض مداری است. اعتدالین در صفحه تلاقی دایرةالبروج با صفحه مدار گردش وضعی زمین قرار گرفته و در این نقاط جهت قرارگرفتن مدار وضعی زمین نسبت به دائرةالبروج تغییر می‌کند. در کل این اثر به همراه تغییرات خروج از مرکز مداری باعث تغییرات در طول زمانی فصلها می‌شوند.

## تغییر صفحه مداری زمین
صفحه مداری گردش زمین به دور خورشید که اصطلاحاً به دائرةالبروج معروف است به بالا و پایین رانده می‌شود، به این حرکت که بی شباهت به حرکت یک دیسک مدور غلتان در حال سقوط نیست و میلانکویچ آن را در فرضیهٔ ابتدایی خویش مورد مطالعه و بررسی قرار نداد، حرکت تقدیمی صفحه مداری یاحرکت تقدیمی سیاره‌ای گفته می‌شود. کاوش‌های بیشتر در این زمینه حرکت صفحهٔ مداری زمین نسبت به صفحات مداری دیگر سیارات را تأیید می‌کنند. دورهٔ گردش این حرکت نسبت به موقعیت فعلی صفحه مداری زمین حدود ۷۰٬۰۰۰ سال است.
صفحه فرضی که به نام صفحه پایدار یا ناوردا می‌شناسیم که با خطایی کمتر از °۰٬۵ بر صفحه مداری سیاره مشتری انطباق دارد بر مبنای صفحه تکانه زاویه‌ای منظومه خورشیدی مشخص می‌شود و در حقیقت این صفحه با تقریب ۹۸٪ با کمک تکانه‌های زاویه‌ای چهار سیاره بزرگ موسوم به غول‌های گازی یعنی مشتری، کیوان، اورانوس و نپتون تعیین می‌شود. تغییرات انحراف مداری زمین نسبت به این صفحه دوره‌ای معادل ۱۰۰٬۰۰۰ سال دارد که با دورهٔ گردش اعصار یخی مطابقت دارد. قراین و شواهد حاکی بر آن است که در این صفحه حلقه‌ای از ذرات جامد و غبار میان سیاره‌ای وجود دارد که به‌طرق مختلف در تغییرات آب و هوایی سیاره زمین نقش بازی می‌کند. در حال حاضر زمین در عبور خود روی مدار انتقالی در روزهای ۹ ژانویه(۱۹ دی) و ۹ ژوئیه(۱۸ تیر) یعنی همان روزهایی که در گزارشهای راداری افزایش نسبی در برخورد شهاب‌وارهها و ابرهای شب‌تاب شهاب‌نما دیده می‌شود، تلاقی می‌کند.
تحقیقات دیگری دربارهٔ گاه‌شماری سرزمین جنوبی با کمک تعیین نسبت اکسیژن-نیتروژن در حبابهای هوای محبوس درهسته‌های یخی که مستقیماً از دریافت تابش روزانه محلی ظاهر می‌شوند، همانگونه که در فرضیه نهایی میلانکویچ مطرح شد شامل تأثیرهای انرژی دریافتی روزانه در کل نیمکرهٔ شمالی هستند.